# Audrey Dana
Audrey Dana (Parijs, 21 september 1977) is een Frans comédienne, actrice, filmregisseuse en scenarioschrijfster.

## Biografie
Audrey Dana werd in 1977 geboren in Parijs. Ze studeerde "drama" aan het conservatoire National d'Orléans en l'École supérieure d'art dramatique de Paris. Na een verblijf van twee jaar in New York keerde ze terug naar Frankrijk waar ze acteerde in verscheidene toneelstukken. Ze ontmoette regisseur Claude Lelouch die haar de rol van Huguette aanbood in Roman de gare.
In 2008 werd ze genomineerd voor de César voor beste jong vrouwelijk talent voor haar rol in Roman de gare en ontving ze de Romy Schneiderprijs. In 2010 werd ze genomineerd voor de César voor beste actrice in een bijrol voor haar rol in Welcome. In 2014 maakte ze haar regiedebuut met Sous les jupes des filles.

## Filmografie

### Actrice
- 2017: Si j'étais un homme
- 2017: Sage Femme
- 2017: Knock
- 2015: Boomerang
- 2015: Pension complète
- 2014: La Ritournelle
- 2014: Sous les jupes des filles
- 2013 : Les Jeux des nuages et de la pluie
- 2013: Denis
- 2012: Torpedo
- 2012: Le Secret de l'enfant fourmi
- 2010: Nous trois
- 2010: 600 kilos d'or pur
- 2010: Le Bruit des glaçons
- 2010: Ces amours-là
- 2009: Ah ! la libido
- 2009: Welcome
- 2009: La Différence c'est que c'est pas pareil
- 2009: Tellement proches
- 2008: Second Souffle (kortfilm)
- 2007: Nos amis les Terriens
- 2007: Roman de gare
- 2007: Chacun son cinéma, in de sequentie van Claude Lelouch
- 2007: Ce soir je dors chez toi

### Regie en scenario
- 2017: Si j'étais un homme
- 2014: Sous les jupes des filles
- 2008: 5 à 7 (kortfilm)

## Prijzen en nominaties
De belangrijkste:
| Jaar | Prijs               | Categorie                    | Film                | Uitslag     |
| ---- | ------------------- | ---------------------------- | ------------------- | ----------- |
| 2010 | César               | Beste actrice in een bijrol  | Welcome             | Genomineerd |
| 2008 | César               | Beste jong vrouwelijk talent | Roman de gare       | Genomineerd |
| 2008 | Romy Schneiderprijs | Romy Schneiderprijs          | Romy Schneiderprijs | Gewonnen    |